# دانشگاه فرارا
دانشگاه فرارا (به ایتالیایی: Università degli Studi di Ferrara) دانشگاه اصلی فرارا در ناحیهٔ امیلیا-رومانیای شمال ایتالیا است. در سال‌های پیش از جنگ جهانی اول دانشگاه فرارا با ۵۰۰ دانشجو، دانشگاهی رایگان بود که بیش از همهٔ دانشگاه‌های ایتالیا داوطلب داشت. امروزه نزدیک به ۱۶ هزار دانشجو، ۶۰۰ استاد تدریس و ۲۸۸ استاد پژوهشی دارد. این دانشگاه به ۱۲ دپارتمان تقسیم می‌شود.

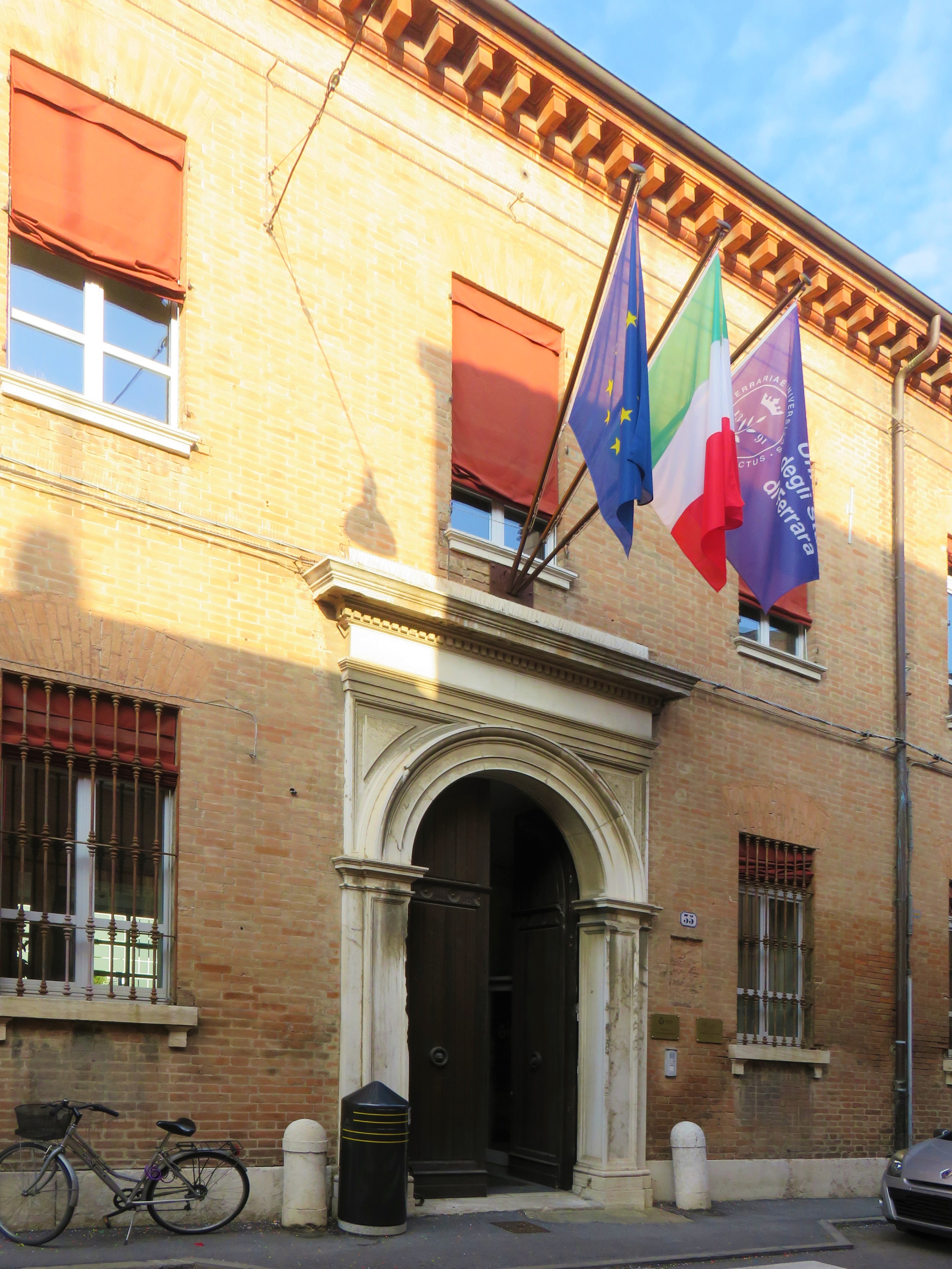
دانشگاه فرارا

## پیشینه
دانشگاه فرارا در ۴ مارس ۱۳۹۱ میلادی توسط آلبرتو دسته با اجازهٔ پاپ بونیفاس نهم تأسیس شد. این دانشگاه در روز لوقای مقدس (۱۸ اکتبر) با ارائهٔ درس‌هایی پیرامون قانون کلیسایی، هنر و الهیات آغاز به کار کرد اما پس از وحدت ایتالیا، دانشگاهی رایگان شد و در زمینه‌های حقوق، ریاضیات و یک دورهٔ سه سالهٔ پزشکی (در بازهٔ ۱۸۶۳ تا ۱۸۷۶ دورهٔ دو ساله بود)، دامپزشکی، داروسازی و اسناد رسمی درس ارائه می‌کرد.
پس از جنگ جهانی دوم این دانشگاه دولتی شد و بسیار گسترش یافت و دانشکده‌ها و رشته‌های بیشتری به آن افزوده شد.
در حال حاضر دانشگاه فرارا ۸ دانشکده دارد:
- دانشکدهٔ معماری
- دانشکدهٔ علم اقتصاد
- دانشکدهٔ مهندسی
- دانشکدهٔ علوم انسانی
- دانشکدهٔ حقوق
- دانشکدهٔ ریاضیات، فیزیک و علوم طبیعی
- دانشکدهٔ پزشکی و جراحی
- دانشکدهٔ داروسازی

## دانش‌آموخته‌های سرشناس
لودوویکو آریوستو
نیکلاس کوپرنیک
پاراسلسوس
ماسیمو پیلیوچی
جیرولامو ساونارولا